# 皮乌拉区

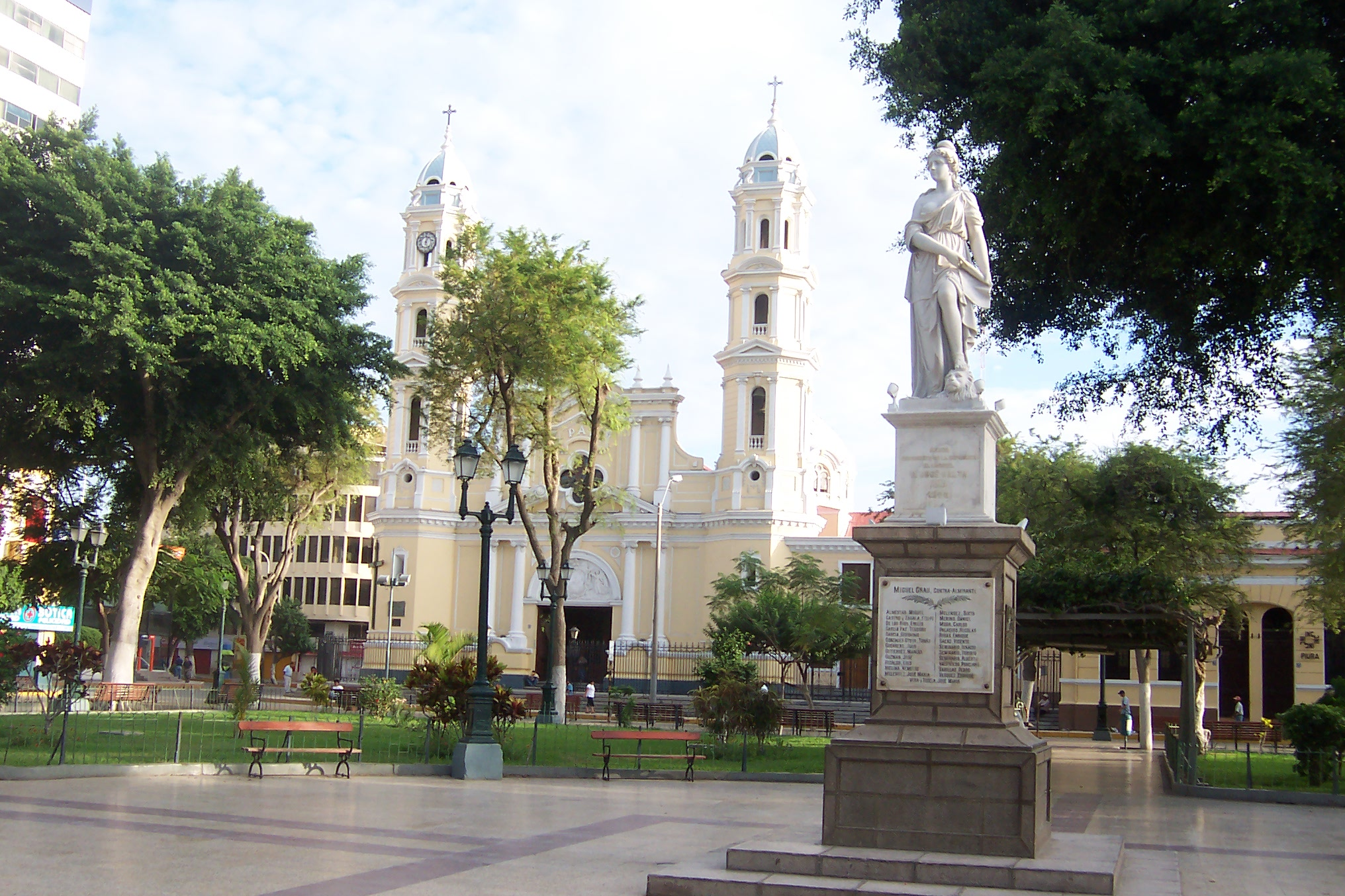

皮烏拉區（西班牙語：Distrito de Piura），是秘魯的一個區，位於該國西北部皮烏拉大區的皮烏拉省，始建於1823年，面積330.32平方公里，海拔高度29米，2007年人口260,363，人口密度每平方公里790人。